# Iulian Grigoriu
Iulian Grigoriu (n. 9 iulie 1965) este un poet, prozator și publicist român. 

## Biografie
Este membru al Uniunii Scriitorilor din România din 2007.
A avut mai multe ocupații sau profesii de-a lungul timpului, susținute cu inegală convingere; 
Publică de-a lungul timpului poezie, proză, eseuri, critică literară în diverse reviste literare din țară (Poesis, Tomis, Contemporanul, Antares, Convorbiri literare, Timpul, Viața românească, Conta, etc). După 1990 reaizează si publică discuții cu Petre Țuțea, Mihai Șora, Mircea Horia Simionescu, Ioan Alexandru, Cezar Ivănescu. Prezent în diferite antologii ale festivalurilor de poezie, obține premii literare înainte de debutul editorial. 
Este doctor al Facultății de Filosofie din București. 

## Volume
- Dulcele timp pentru răpunerea răilor, Galați, Editura Alma, 1997 (poezie) - debutul editorial
- Frumosul măturător al băilor, Galați, Fundația Culturală Antares, 2002 (poezie)
- Cu Wittgenstein la mânăstire, București, Editura Paideia, 2003 (roman)
- Niște prieteni și Hrist, Galați, Fundația Culturală Antares, 2007 (poezie)
- Daniel în groapa cu lei, Galați, Centrul Cultural "Dunărea de Jos", 2011 (poezie)
- Eu, prea-străinul, Iași, Editura TipoMoldova, 2013 (antologie de poezie); cuprinde următoarele volume, în ordinea scrierii lor: Eu, prea-străinul(1984-1986); Caietul de la Rovinari (1986-1987); Impur (1987-1990); Dulcele timp pentru răpunerea răilor (1985-1995); Faptele, Scrierea (1990-1993); Frumosul măturător al băilor (1995-1999); Poem cu Parmenide (2000-2003); Niște prieteni și Hrist (2000-2003).
- Wittgenstein - Prolegomene pentru o filosofie a matematicii; București, Editura Eikon, 2017 (eseu filosofic)
- Revoluția mea - Jurnal de voyeur social; București, editura Eikon, 2019 (jurnal)
- Stihuri pentru o ureche poetică, (2006-2012), București editura Eikon, 2022 (poezie)
- Imagini, (2012-2014), București, editura Eikon, 2022 (poezie)
- Și, (2017-2018), București, editura Eikon, 2022 (poezie)

## Afilieri
- Membru al Uniunii Scriitorilor din România, filiala Sud-Est.

## Premii
- Premiul I și premiul Editurii Litera la Festivalul de Poezie "Moștenirea Văcăreștilor", Târgoviște, 1993;[10]
- Premiul al III-lea la Festivalul de Poezie "Lucian Blaga", Sebeș-Alba, 1995;[10]
- Premiul revistei "Poesis" pentru manuscrisul Dulcele timp pentru răpunerea răilor la Concursul Național de Poezie "Gheorghe Pituț", 1997;[10]
- Premiul revistei Antares pentru eseu, 2004;[11]
- Premiul revistei Antares pentru proză, 2005;[11]
- Premiul pentru poezie, acordat de Uniunea Scriitorilor filiala Sud-Est, pentru voumul Eu, prea-străinul, 2014;
- Disctinția Europoezia pentru rezultate meritorii în literatură, Brăila 2020;